# Josa chazaliae
Josa chazaliae là một loài nhện trong họ Anyphaenidae.
Loài này thuộc chi Josa. Josa chazaliae được Eugène Simon miêu tả năm 1897.